# Hemimyzon taitungensis
Hemimyzon taitungensis é uma espécie de Actinopterygii da família Balitoridae.
Apenas pode ser encontrada na Taiwan.